# Nueva Germania

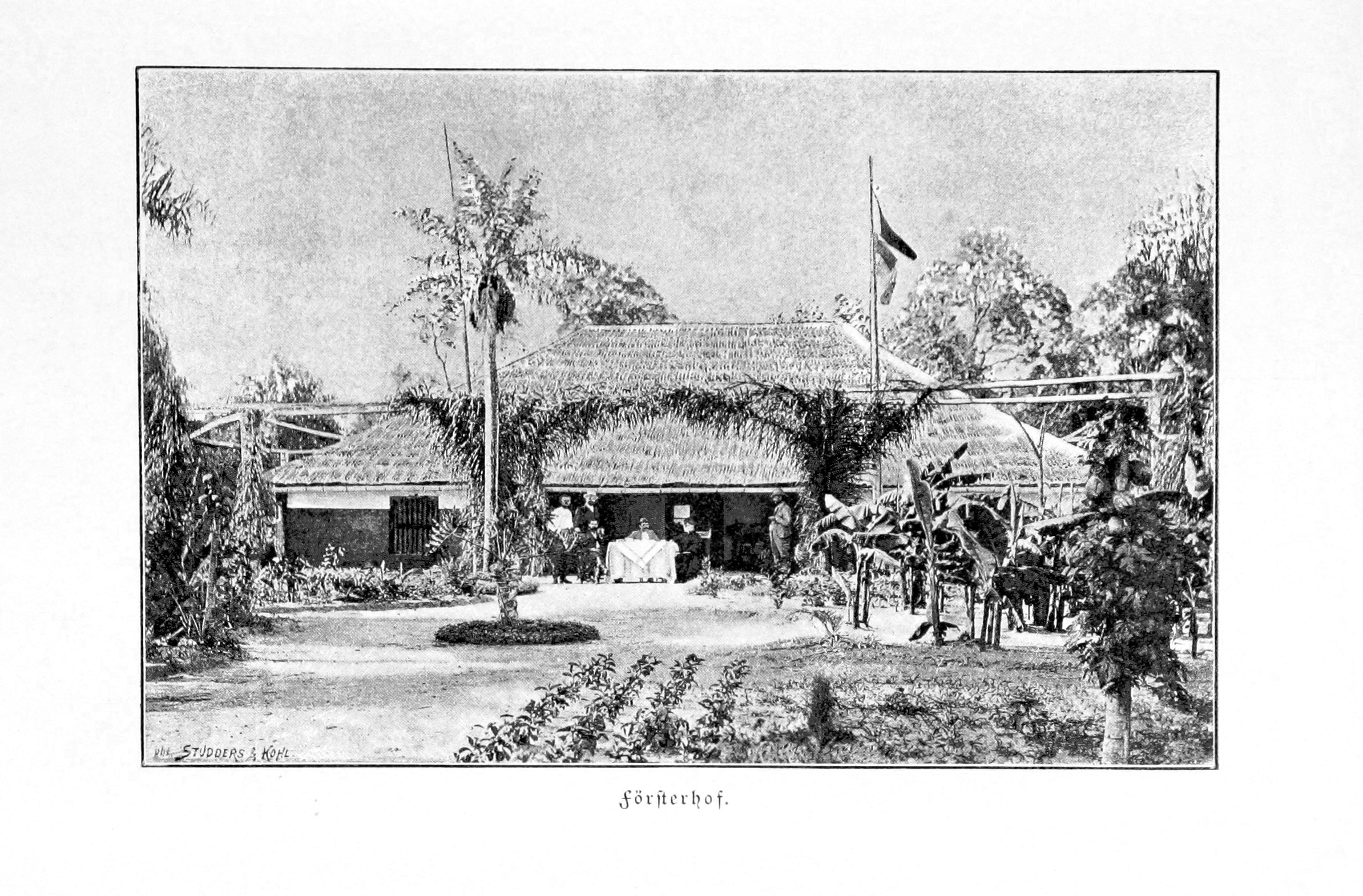
Uma casa em Nueva Germania, em 1891.

Nueva Germania (ou Neugermanien) é um distrito do Paraguai do Departamento San Pedro, Paraguai. Fundada em 23 de Agosto de 1887 pelo antissemita Dr. Bernhard Förster, que estava casado com Elisabeth Förster-Nietzsche, irmã do filósofo alemão Friedrich Wilhelm Nietzsche. Sua ideia era criar uma comunidade modelo no Novo Mundo para mostrar a "superioridade da raça alemã".
A economia da região está baseada na agricultura e extração de erva-mate. Sua população é de 4.335 habitantes, sendo que, em 2002, apenas 10% destas pessoas tinham origem alemã.
O plano original deu errado, porque só conseguiu atrair poucas famílias, enquanto os Estados Unidos sozinhos atraíram muito mais alemães imigrantes, que foram cruciais no desenvolvimento do país, mais até que os ingleses (Chicago por exemplo antes de ser invadida por irlandeses, italianos e afro-sulinos era uma cidade emergente e alemã que rivalizava com Nova York em poderio e estava muito acima de Los Angeles na época; inclusive o termo Manhatização originalmente era "Chicaganização", visto que Manhattan apenas plagiou a pioneira Chicago antiga pré-decadência na sua verticalização, modelo dominante actualmente no mundo mesmo em cidades européias que antes se orgulhavam dos seus baixos edifícios tais como Paris e Londres).
Cerca de 80% da população da região tem o guarani como língua materna. O resto fala uma combinação de alemão e espanhol.

## Transporte
O município de Nueva Germania é servido pelas seguintes rodovias:
- Ruta 03, que liga a cidade de Assunção ao município de Bella Vista Norte (Departamento de Amambay).
- Ruta 11, que liga a cidade de Antequera (Departamento de San Pedro). ao município de Capitán Bado (Departamento de Amambay).[3][4][5]